# Ohlhagen
Ohlhagen ist eine von 106 Ortschaften der Gemeinde Reichshof im Oberbergischen Kreis im nordrhein-westfälischen Regierungsbezirk Köln in Deutschland.

## Lage und Beschreibung
Der Ort liegt nordöstlich der Wiehltalsperre, die nächstgelegenen Zentren sind Gummersbach (10 km nordwestlich), Köln (54 km westlich) und Siegen (46 km südöstlich).

## Erstnennung
Den frühesten Hinweis auf Ohlhagen findet man im Jahre 1560. Ein Peter von Heydt, genannt Hüngerkausen, aus Niederalpe heiratete in dem Jahr die nichtadelige Gertrud aus Ohlhagen. Der Ort hat einen naturbestimmten Namen, im Gegensatz zu geschichtlicher oder persönlicher Namensgebung. Sumpfiges Wiesengelände bezeichnete man mit dem Namen Ohl oder Au, Verkleinerungsformel Auel. Die Namensendungsform „-hagen“ deutet dabei auf eine Befestigung oder Einfriedigung hin.
Auf der Mercatorkarte des Jahres 1575 erscheint der Ort noch als Aelshage – feuchter Grund mit dorniger Abgrenzung.
Der Weiler dürfte aber wohl deutlich älter sein, werden doch die ersten bergischen Orte auf –hagen schon im 10./11. Jahrhundert genannt. Aus der Tatsache, dass nur sehr wenige Orte dieser Art in der engeren Heimat anzutreffen sind, schließt man, dass die eigentliche Besiedlung etwa um 1200 schon einen sehr hohen Stand erreicht hatte.

## Geschichte
Ohlhagen gehörte zum Sattelgut Alpe, eines der sechs Sattelgüter des Kirchspiels Eckenhagen, wohl das größte. Dieses umfasste „10 Aggerhöfe“, neben Ohlhagen noch Ober- und Niederalpe, Berghausen, Hunsheim, Dorn, Fahrenberg, Seifen, Merkausen, Allinghausen und Allenbach.
Den Unterlagen des Alper Bürger Club e. V. „Die Geschichte von Alpe“ ist zu entnehmen, dass sich dort stattliche Steinbauten um einen wehrhaften Bergfried erhoben, wo sonst doch die Ortschaften nur durch niedrige Fachwerkhäuser geprägt waren. Als „ein Schloß und Adelicher seß (Sitz)“ sind beide Plätze („In der Olpe“ und „In der nider Olpe“) bezeichnet.
Aus dem Buch „Eckenhagen und Denklingen im Wandel der Zeiten“, geht hervor, dass um die Mitte des 16. Jahrhunderts in Niederalpe ein Peter von Heydt, genannt Hüngerkausen lebte. Er heiratete 1560 eine nichtadelige Frau, Gertrud aus Ohlhagen. Aus der Ehe gingen 5 Kinder hervor. Dieser Peter setzte sich kurz vor seinem Tode ein Denkmal, wie es „schöner nicht gedacht werden kann.“ In seinem Testament, am 9. Oktober 1622 von seinem Bruder Johann vollstreckt, „vermachten er und seine nachgelassene und verstorbene „Witti“ den 10 Aggerhöfen das Häuschen zum Dorn samt dem Gärtchen hintendran, „legiert zur Ehre Gottes“, für ein Kapell und Schulhaus und zusätzlich 50 Reichstaler.“
Die im Jahre 1575 ausgewiesenen „Eigen von Eckenhagen“ bestanden aus 2 Kirch- oder Pfarrdörfern, 83 Weilern und 18 Einzelhöfen. Aus letzteren sind im Laufe der Zeit Weiler geworden (auch Ohlhagen) während andere verschwanden. Die Aufzeichnungen über Schatzgelder zeigen, dass Ohlhagen zur Honschaft Hunsheim gehörte und im Jahre 1753 Steuern – Schuld und Bede – zu zahlen hatte.
Schon viel früher kannte man die Fuder Haber Zettel (Futterhaferliste). Fuder Haber war eine Abgabe für Pferde des Landesherrn. Jedes Haus, „wo der Rauch ausgeht“ musste 6/4 geben. Sie wurde eingesammelt von den „Hunnen“, Beamte der Selbstverwaltung der Honschaften. Diese selbst waren von der Abgabe befreit.
Weit schärfer traf der „Zehnte“, der vom Bruttoergebnis des gesamten landwirtschaftlichen Betriebes erhoben wurde, die persönliche Freiheit. Man unterschied den großen oder Kornzehnten – von Getreidefeldern –, den kleinen oder Krautzehnten – von Gartengrundstücken – und den Fleisch- oder Blutzehnten – von geschlachteten Tieren. Der Rott- oder auch Neubruchzehnte wurde von Grundstücken erhoben, die neu gerodet worden waren.
Aus einer amtlichen Aufstellung des Jahres 1804 ist bekannt, dass Ohlhagen eine von 125 Zollstätten im Herzogtum Berg war. Sie erhoben im „Eigen von Eckenhagen“, „so tüschen vier oder fünf Herren Landen“ Wegezölle für Eingangs-, Durchgangs- und Ausgangsverkehr.
Weiteren Hinweisen zufolge kam Mitte des 19. Jahrhunderts dem Gemeindewegebau eine besondere wirtschaftliche Bedeutung zu. Dazu gehörte auch die Verbindung zwischen Allenbach und Ohlhagen, die wohl um 1870 fertiggestellt wurde.
Ohlhagen gehörte früher zur Gemeinde Denklingen (Reichshof), die wohl seit dem frühen 19. Jahrhundert selbständige Gemeinde war. Am 15. März 1806 war aus dem Herzogtum Berg unter Einbeziehung weiterer Gebiete das Großherzogtum Berg geschaffen worden. Bei der Gebietsreform 1969 in Nordrhein-Westfalen wurde Denklingen dann mit Eckenhagen zur neuen Gemeinde Reichshof mit dem Verwaltungssitz in Denklingen vereinigt. Der Sitz der Kreisverwaltung ist nach wie vor in Gummersbach.
| Bevölkerungsentwicklung | Bevölkerungsentwicklung |
| Jahr                    | Einwohner               |
| ----------------------- | ----------------------- |
| 1946                    | 162                     |
| 1991                    | 156                     |
| 2005                    | 106                     |
| 2008                    | 89                      |
| 2017                    | 114                     |
| 2018                    | 112                     |
| 2019                    | 105                     |

## Kirchliche Zuordnung
Ohlhagen gehörte zum Kirchspiel Marienhagen, das sich aus 19 Ortschaften zusammensetzte, 13 aus der Stadt (früher Gemeinde Wiehl, 6 aus der früheren Gemeinde Denklingen). Erst spät scheint das Christentum in das Gebiet um Marienhagen vorgedrungen zu sein. Man geht davon aus, dass der viereckige Kirchturm um 1250 an eine Kapelle angefügt wurde, die man um 1300 durch ein Kirchenschiff ersetzte. Letzteres ergibt sich aus den Untersuchungen der Wandmalereien, wovon Reste so um 1310 entstanden sind.
Eine einschneidende Veränderung ergab sich im Kirchspiel durch den Siegburger Vertrag. Dieser setzte neue feste Grenze zwischen dem „Homburgischen“ und „Windeck.“ Sie wurde am 19. November 1604 gesteckt und besteht im Wesentlichen noch heute, auch wenn die Kreise Gummersbach und Waldbröl längst im Oberbergischen Kreis aufgegangen sind.
Dabei wurde dann auch Ohlhagen dem Kirchspiel Eckenhagen zugeteilt. Die Betroffenen taten sich schwer mit dieser Entscheidung, wollten sich nicht von der Kirche in Marienhagen trennen, der ihre Vorfahren über 300 Jahre angehörten und wo sie ihre Begräbnisstätten hatten. Sie wurden aber 1787 durch erneuten verschärften Befehl gezwungen, ihre kirchlichen Handlungen in Eckenhagen erledigen zu lassen.
Dass die alte kirchliche Verbindung mit Marienhagen bisher immer noch bestanden hatte, geht aus Kirchenakten hervor. Seit 1604 wurden die Sterberegister nämlich in zwei Abteilungen geführt. Das erstere umfasste die Gemeinde und das zweite das Ausland. So kam es, dass der Kirchmeister von Marienhagen, Joh. Peter Mörchen im Jahre 1783 in den Kirchenrechnungen schreibt: „ich nach Denklingen wegen des Ohlhagener zehenden Pfennigs gehen müssen, 1 Tag, nun ist bekannt, dass für die gewöhnlichen Tagegelder so weit „außer Lands“ nicht gehen kann, will mir doch nur ansetzen 40 alb“.
Alle Eingaben der Vertreter der Aggerhöfe, in denen sie baten, bei Marienhagen bleiben zu dürfen, wurden abgelehnt. Sie verfolgten aber weiter hartnäckig ihr Ziel. Doch sollte es bis zum Jahre 1886 dauern, bis sie endlich zum Teil erhört wurden. Am 26. Mai 1886 verfügte das Königliche Konsistorium zu Koblenz die (Wieder-)Vereinigung von einigen Ortschaften der Gemeinde Denklingen (Kirchspiel Eckenhagen) mit der Kirchengemeinde Marienhagen, darunter auch Ohlhagen. Die anderen verblieben bei der Kirchengemeinde Eckenhagen.
Zu den Katholiken, im 20. Jahrhundert bis Kriegsende in dieser Gegend nur sehr wenige, findet man den Hinweis, dass durch erzbischöfliche Verfügung vom 24. August 1889 14 Ortschaften aus der Gemeinde Denklingen, auch Ohlhagen, mit zusammen 130 Katholiken in seelsorgerischer Hinsicht dem Rektorat Derschlag zugewiesen wurden.

## Schulzugehörigkeit
Zu Beginn des 19. Jahrhunderts gehörte Ohlhagen zum Schulbezirk Dorn, 35 Minuten entfernt. Dorn hat in der Geschichte der Gegend eine besondere Bedeutung durch seine im frühen 17. Jahrhundert berühmte Schule. Peter von der Heydt, verheiratet mit der nichtadeligen Gertrud aus Ohlhagen hinterließ nach seinem Tod (Testamentsvollstreckung 9. Oktober 1622) den 10 Aggerhöfen „das Häuschen zum Dorn samt dem Gärtchen hinten daran, legiert zur Ehre Gottes vor ein Kapell und Schulhaus.“
Als diese Schule 1841 abbrannte, blickte man auf eine über 200-jährige Geschichte zurück. Der Schulsaal blieb weitgehend unversehrt und wurde nach Hunsheim verlegt.
Seit dem Jahre 1898 war Ohlhagen dann selbst Schulgemeinde, sie diente den Schülern aus Ohlhagen, Freckhausen, Merkausen und Seifen. Das Schulhaus wurde 1901 bezogen und befand sich etwas außerhalb „im Lingen Haan“. Gemäß Bestimmung der Regierung wurden die Schulkinder aus Freckhausen ab 1. Oktober 1905 wieder der Schule in Hunsheim zugewiesen.
Als 1915 Lehrer Groos zum Heeresdienst einberufen wird, müssen die Schüler der Ohlhagener Schule einstweilen die Schule in Hunsheim besuchen. Am 3. Januar 1919 nimmt Groos den Unterricht in Ohlhagen wieder auf. Im Jahre 1925 wird die Schule wegen der geringen Schülerzahl, auch Folge des Ersten Weltkrieges, geschlossen, Ohlhagen der Schule in Hunsheim (damals Schulverband Denklingen-Wiehl) zugeteilt.

## Söhne und Töchter von Ohlhagen
August Dresbach, später Landrat (vom 7. Mai 1945 bis 14. November 1961) und Bundestagsabgeordneter (von 1949 bis 1965) des Oberbergischen Kreises. Das Elternhaus steht im Ortskern von Ohlhagen. Hier wuchs er auf und lebte auch lange Jahre mit seiner Familie. Sechs Jahre lang besuchte er die Schule in Ohlhagen, anschließend auf Grund seiner schulischen Leistungen die Höhere Schule (Gymnasium) in Gummersbach. Bei jedem Wetter machte er sich sieben Jahre lang zu Fuß auf den Schulweg, anderthalb Stunden hin, anderthalb Stunden zurück.
Rolf Felix, sein Elternhaus steht Im Lingen Haan. Die Schule besuchte er in Hunsheim und Gummersbach. Von 1979 bis 1989 war er hauptamtlicher Stadtrat / Erster Stadtrat (Beigeordneter) danach bis 2001 Bürgermeister der Kreisstadt Hofheim am Taunus (Main-Taunus-Kreis / Hessen). Bei seinem altersbedingten Ausscheiden wurde ihm die Ehrenbezeichnung „Altbürgermeister“ verliehen.